# Uroctea matthaii
Pour les articles homonymes, voir Mathai.
Espèce
Uroctea matthaii est une espèce d'araignées aranéomorphes de la famille des Oecobiidae.

## Distribution
Cette espèce est endémique du Pakistan.

## Publication originale
- Dyal, 1935 : Fauna of Lahore. 4. Spiders of Lahore. Bulletin of the Department of Zoology of the Panjab University, vol. 1, p. 119-252.